# Devario salmonata
Devario salmonata är en fiskart som först beskrevs av Maurice Kottelat 2000.  Devario salmonata ingår i släktet Devario och familjen karpfiskar. Inga underarter finns listade i Catalogue of Life.